# Stenares completus
Stenares completus is een insect uit de familie van de mierenleeuwen (Myrmeleontidae), die tot de orde netvleugeligen (Neuroptera) behoort. 
Stenares completus is voor het eerst wetenschappelijk beschreven door Banks in 1915.